# Canton de Cagnes-sur-Mer-2
Le canton de Cagnes-sur-Mer-2 est une circonscription électorale française du département des Alpes-Maritimes, créée par le décret du 24 février 2014 et entrant en vigueur lors des élections départementales de 2015.

## Histoire
Un nouveau découpage territorial des Alpes-Maritimes entre en vigueur en mars 2015, défini par le décret du 24 février 2014, en application des lois du 17 mai 2013 (loi organique 2013-402 et loi 2013-403). Les conseillers départementaux sont, à compter de ces élections, élus au scrutin majoritaire binominal mixte. Les électeurs de chaque canton élisent au Conseil départemental, nouvelle appellation du Conseil général, deux membres de sexe différent, qui se présentent en binôme de candidats. Les conseillers départementaux sont élus pour six ans au scrutin binominal majoritaire à deux tours, l'accès au second tour nécessitant 12,5 % des inscrits au premier tour. En outre la totalité des conseillers départementaux est renouvelée. Ce nouveau mode de scrutin nécessite un redécoupage des cantons dont le nombre est divisé par deux avec arrondi à l'unité impaire supérieure si ce nombre n'est pas entier impair, assorti de conditions de seuils minimaux. Dans les Alpes-Maritimes, le nombre de cantons passe ainsi de 52 à 27. Le canton de Cagnes-sur-Mer-2 fait partie des quatorze nouveaux cantons du département, les treize autres cantons portant la dénomination d'un ancien canton, mais avec des limites territoriales différentes.

## Représentation
| Période élective | Période élective | Mandat | Mandat   | Identité           | Nuance | Nuance | Qualité |
| ---------------- | ---------------- | ------ | -------- | ------------------ | ------ | ------ | --- |
| 2015             | 2021             | 2015   | 2021     | Joseph Segura      |        | LR     | Maire de Saint-Laurent-du-Var |
| 2015             | 2021             | 2015   | 2021     | Vanessa Siegel     |        | LR     | Adjointe au maire de La Gaude jusqu'en 2020, conseillère municipale depuis 2020 Vice-présidente du Département chargée des sports |
| 2021             | 2028             | 2021   | en cours | Pierrette Alberici |        | LR     | Conseillère municipale de Cagnes-sur-Mer                                                                                          |
| 2021             | 2028             | 2021   | en cours | Joseph Segura      |        | LR     | Conseiller sortant |

### Résultats détaillés

#### Élections de mars 2015
À l'issue du premier tour des élections départementales de 2015, deux binômes sont en ballottage : Joseph Segura et Vanessa Siegel (Union de la Droite, 35,57 %) et Brigitte Merle Des Isles et Lionel Prados (FN, 35,43 %). Le taux de participation est de 49,24 % (16 524 votants sur 33 557 inscrits) contre 48,55 % au niveau départemental et 50,17 % au niveau national.
Au second tour, Joseph Segura et Vanessa Siegel (Union de la Droite) sont élus avec 58,62 % des suffrages exprimés et un taux de participation de 51,04 % (9 342 voix pour 17 129 votants et 33 557 inscrits).

#### Élections de juin 2021
Le premier tour des élections départementales de 2021 est marqué par un très faible taux de participation (33,26 % au niveau national). Dans le canton de Cagnes-sur-Mer-2, ce taux de participation est de 36,21 % (12 163 votants sur 33 594 inscrits) contre 34,55 % au niveau départemental. À l'issue de ce premier tour, deux binômes sont en ballottage : Pierrette Alberici et Joseph Segura (Union à droite, 54,64 %) et Sandrine Belot et Bryan Masson (RN, 35,39 %).
Le second tour des élections est marqué une nouvelle fois par une abstention massive équivalente au premier tour. Les taux de participation sont de 34,3 % au niveau national, 37,61 % dans le département et 39,56 % dans le canton de Cagnes-sur-Mer-2. Pierrette Alberici et Joseph Segura (Union à droite) sont élus avec 62,64 % des suffrages exprimés (7 874 voix pour 13 294 votants et 33 602 inscrits),,.

## Composition
Le canton de Cagnes-sur-Mer-2 est composé de deux communes entières et d'une fraction de la commune de Cagnes-sur-Mer : la partie de la commune de Cagnes-sur-Mer non incluse dans le canton de Cagnes-sur-Mer-1.
| Nom                                    | Code Insee | Intercommunalité           | Superficie (km2) | Population (dernière pop. légale)               | Densité (hab./km2) | Modifier                                    |
| -------------------------------------- | ---------- | -------------------------- | ---------------- | ----------------------------------------------- | ------------------ | ------------------------------------------- |
| Cagnes-sur-Mer (bureau centralisateur) | 06027      | Métropole Nice Côte d'Azur | 17,95            | Fraction : 8 716 (2022) Commune : 52 852 (2022) | 2 944              | modifier les données · modifier les données |
| La Gaude                               | 06065      | Métropole Nice Côte d'Azur | 13,10            | 7 194 (2022)                                    | 549                | modifier les données · modifier les données |
| Saint-Laurent-du-Var                   | 06123      | Métropole Nice Côte d'Azur | 10,11            | 31 645 (2022)                                   | 3 130              | modifier les données · modifier les données |
| Canton de Cagnes-sur-Mer-2             | 0606       |                            |                  | 47 555 (2022)                                   |                    | modifier les données                        |

## Démographie
En 2022, le canton comptait 47 555 habitants, en évolution de +10,04 % par rapport à 2016 (Alpes-Maritimes : +2,85 %, France hors Mayotte : +2,11 %).
| 2013   | 2018   | 2022   |
| ------ | ------ | ------ |
| 43 037 | 43 808 | 47 555 |